# Klasa w sobie
W ujęciu Karola Marksa klasa społeczna przechodzi dwie fazy kształtowania, nazywane "klasą w sobie" i "klasą dla siebie".
Pierwsza faza to okres obiektywnego kształtowania się klasy, jako części społeczeństwa wyróżnionej poprzez sytuację społeczną (w szczególności fakt posiadania lub nie środków produkcji). Na tym etapie członkom klasy brak poczucia solidarności.
Fazę drugą rozpoczyna nabycie świadomości przynależności do klasy. Skutkiem tego jest rosnące poczucie wspólnoty interesów w walce klas, i w dalszej kolejności wytworzenie klasowej solidarności, przejawiającej się m.in. zorganizowanymi formami walki o te interesy.